# Olympus Dairy
Olympus Dairy este o companie producătoare de lactate din Grecia.
Este prezentă în 34 de țări și are cinci unități de producție, 3 în Grecia și câte una în Bulgaria și România.
În anul 2010 grupul a înregistrat venituri totale de 216 milioane de euro.

## Olympus în România
Compania a intrat pe piața din România în anul 1999, având o unitate de procesare a laptelui în Baraolt, județul Covasna.
De aici, laptele era exportat către unitățile din Grecia, transformat în produse lactate și adus din nou în România.
În anul 2011, compania a finalizat o investiție de 55 de milioane de euro într-o unitate de producție în comuna Hălchiu, la 15 kilometri de Brașov.
Unitatea se întinde pe o suprafață de 25.000 de mp
și are o capacitate totală de recepție a laptelui de 40.000 de litri pe oră și trei linii de producție: iaurt (120 tone/zi), telemea (100 tone/zi) și lapte (PET: 16.000 litri/oră, ambalaj Tetrapak: 10.500 litri/oră).
Odată cu deschiderea unității din Brașov, fabrica din Baraolt a fost închisă.
Olympus România a afișat în 2010 afaceri de 20 milioane euro și un profit de aproximativ 48.000 euro.
În anul 2011 afacerile companiei au urcat până la aproape 23 milioane euro.